# Temporada 1999-00 de la NBA
La temporada 1999-00 de la NBA fue la quincuagésimo cuarta en la historia de la liga. La temporada finalizó con Los Angeles Lakers como campeones de la NBA tras derrotar a Indiana Pacers por 4-2.

## Aspectos destacados
- El All-Star Game fue celebrado en el The Arena in Oakland, California. El Oeste ganó 137-126 y Tim Duncan y Shaquille O'Neal compartieron el MVP del partido.
- Los Lakers y los Clippers jugaron por primera temporada ambos en el Staples Center. Los Lakers ganaron 19 partidos consecutivos (del 4 de febrero al 13 de marzo), la tercera mejor racha en la historia de la NBA.
- Denver Nuggets jugó por primera vez en el Pepsi Center.
- Indiana Pacers disputó su primer encuentro en el Conseco Fieldhouse y llegaron a las Finales de la NBA por primera vez en su historia.
- Atlanta Hawks estrenó su nuevo pabellón, el Philips Arena.
- Miami Heat comenzó la temporada jugando sus partidos de casa en el Miami Arena. En enero, se cambiaron al nuevo AmericanAirlines Arena.
- Toronto Raptors jugó su primera temporada regular completa en el Air Canada Centre.
- Durante el séptimo partido de las Finales de la Conferencia Oeste entre Portland Trail Blazers y Los Angeles Lakers, los primeros llevaban una diferencia de 15 puntos a falta de 10:28 para el final del encuentro. En el último cuarto, los Blazers erraron 13 lanzamientos consecutivos, permitiendo a los Lakers remontar y ganar el partido (89-84).
- Dos jugadores fallecieron por accidente de tráfico. El 12 de enero moría Bobby Phills de Charlotte Hornets, mientras que el 20 de mayo lo hacía Malik Sealy de Minnesota Timberwolves, cuando regresaba a casa tras asistir a la fiesta de cumpleaños de su compañero de equipo Kevin Garnett.

## Clasificaciones
| Equipo             | V  | D  | %V   | P  |
| ------------------ | -- | -- | ---- | -- |
| Miami Heat         | 52 | 30 | .634 | -  |
| New York Knicks    | 50 | 32 | .610 | 2  |
| Philadelphia 76ers | 49 | 33 | .598 | 3  |
| Orlando Magic      | 41 | 41 | .500 | 11 |
| Boston Celtics     | 35 | 47 | .427 | 17 |
| New Jersey Nets    | 31 | 51 | .378 | 21 |
| Washington Wizards | 29 | 53 | .354 | 23 |

| Equipo              | V  | D  | %V   | P  |
| ------------------- | -- | -- | ---- | -- |
| Indiana Pacers      | 56 | 26 | .683 | -  |
| Charlotte Hornets   | 49 | 33 | .598 | 7  |
| Toronto Raptors     | 45 | 37 | .549 | 11 |
| Detroit Pistons     | 42 | 40 | .512 | 14 |
| Milwaukee Bucks     | 42 | 40 | .512 | 14 |
| Cleveland Cavaliers | 32 | 50 | .390 | 24 |
| Atlanta Hawks       | 28 | 54 | .341 | 28 |
| Chicago Bulls       | 17 | 65 | .207 | 39 |

| Equipo                 | V  | D  | %V   | P  |
| ---------------------- | -- | -- | ---- | -- |
| Utah Jazz              | 55 | 27 | .671 | -  |
| San Antonio Spurs      | 53 | 29 | .646 | 2  |
| Minnesota Timberwolves | 50 | 32 | .610 | 5  |
| Dallas Mavericks       | 40 | 42 | .488 | 15 |
| Denver Nuggets         | 35 | 47 | .427 | 20 |
| Houston Rockets        | 34 | 48 | .415 | 21 |
| Vancouver Grizzlies    | 22 | 60 | .268 | 33 |

| Equipo                 | V  | D  | %V   | P  |
| ---------------------- | -- | -- | ---- | -- |
| Los Angeles Lakers C   | 67 | 15 | .817 | -  |
| Portland Trail Blazers | 59 | 23 | .720 | 8  |
| Phoenix Suns           | 53 | 29 | .646 | 14 |
| Seattle SuperSonics    | 45 | 37 | .549 | 22 |
| Sacramento Kings       | 44 | 38 | .537 | 23 |
| Golden State Warriors  | 19 | 63 | .232 | 48 |
| Los Angeles Clippers   | 15 | 67 | .183 | 52 |

* V: Victorias
* D: Derrotas
* %V: Porcentaje de victorias
* P: Partidos de diferencia respecto a la primera posición
* C: Campeón

## Playoffs
|  | Primera Ronda     | Primera Ronda | Primera Ronda |   |             | Semifinales de Conferencia | Semifinales de Conferencia | Semifinales de Conferencia |  |    | Final de Conferencia | Final de Conferencia | Final de Conferencia |  |    | Final NBA | Final NBA | Final NBA |
|  |                   |               |               |   |             |                            |                            |                            |  |    |                      |                      |                      |  |    |           |           |           |
|  | E1                | Indiana*      | 3             |   |             |                            |                            |                            |  |    |                      |                      |                      |  |    |           |           |           |
|  | E8                | Milwaukee     | 2             |   |             |                            |                            |                            |  |    |                      |                      |                      |  |    |           |           |           |
|  | E8                | Milwaukee     | 2             |   | E1          | Indiana*                   | 4                          |                            |  |    |                      |                      |                      |  |    |           |           |           |
|  |                   |               |               |   | E1          | Indiana*                   | 4                          |                            |  |    |                      |                      |                      |  |    |           |           |           |
|  |                   | E5            | Philadelphia  | 2 |             |                            |                            |                            |  |    |                      |                      |                      |  |    |           |           |           |
|  | E4                | E5            | Philadelphia  | 2 | Charlotte   | 1                          |                            |                            |  |    |                      |                      |                      |  |    |           |           |           |
|  | E4                |               |               |   | Charlotte   | 1                          |                            |                            |  |    |                      |                      |                      |  |    |           |           |           |
|  | E5                | Philadelphia  | 3             |   |             |                            |                            |                            |  |    |                      |                      |                      |  |    |           |           |           |
|  | E5                | Philadelphia  | 3             |   |             |                            |                            |                            |  | E1 | Indiana*             | 4                    |                      |  |    |           |           |           |
|  | Conferencia Oeste |               |               |   |             |                            |                            |                            |  | E1 | Indiana*             | 4                    |                      |  |    |           |           |           |
|  |                   | E3            | New York      | 2 |             |                            |                            |                            |  |    |                      |                      |                      |  |    |           |           |           |
|  | E3                | E3            | New York      | 2 | New York    | 3                          |                            |                            |  |    |                      |                      |                      |  |    |           |           |           |
|  | E3                |               |               |   | New York    | 3                          |                            |                            |  |    |                      |                      |                      |  |    |           |           |           |
|  | E6                | Toronto       | 0             |   |             |                            |                            |                            |  |    |                      |                      |                      |  |    |           |           |           |
|  | E6                | Toronto       | 0             |   | E3          | New York                   | 4                          |                            |  |    |                      |                      |                      |  |    |           |           |           |
|  |                   |               |               |   | E3          | New York                   | 4                          |                            |  |    |                      |                      |                      |  |    |           |           |           |
|  |                   | E2            | Miami*        | 3 |             |                            |                            |                            |  |    |                      |                      |                      |  |    |           |           |           |
|  | E2                | E2            | Miami*        | 3 | Miami*      | 3                          |                            |                            |  |    |                      |                      |                      |  |    |           |           |           |
|  | E2                |               |               |   | Miami*      | 3                          |                            |                            |  |    |                      |                      |                      |  |    |           |           |           |
|  | E7                | Detroit       | 0             |   |             |                            |                            |                            |  |    |                      |                      |                      |  |    |           |           |           |
|  | E7                | Detroit       | 0             |   |             |                            |                            |                            |  |    |                      |                      |                      |  | E1 | Indiana*  | 2         |           |
|  |                   |               |               |   |             |                            |                            |                            |  |    |                      |                      |                      |  | E1 | Indiana*  | 2         |           |
|  |                   | O1            | LA Lakers*    | 4 |             |                            |                            |                            |  |    |                      |                      |                      |  |    |           |           |           |
|  | O1                | O1            | LA Lakers*    | 4 | LA Lakers*  | 3                          |                            |                            |  |    |                      |                      |                      |  |    |           |           |           |
|  | O1                |               |               |   | LA Lakers*  | 3                          |                            |                            |  |    |                      |                      |                      |  |    |           |           |           |
|  | O8                | Sacramento    | 2             |   |             |                            |                            |                            |  |    |                      |                      |                      |  |    |           |           |           |
|  | O8                | Sacramento    | 2             |   | O1          | LA Lakers*                 | 4                          |                            |  |    |                      |                      |                      |  |    |           |           |           |
|  |                   |               |               |   | O1          | LA Lakers*                 | 4                          |                            |  |    |                      |                      |                      |  |    |           |           |           |
|  |                   | O5            | Phoenix       | 1 |             |                            |                            |                            |  |    |                      |                      |                      |  |    |           |           |           |
|  | O4                | O5            | Phoenix       | 1 | San Antonio | 1                          |                            |                            |  |    |                      |                      |                      |  |    |           |           |           |
|  | O4                |               |               |   | San Antonio | 1                          |                            |                            |  |    |                      |                      |                      |  |    |           |           |           |
|  | O5                | Phoenix       | 3             |   |             |                            |                            |                            |  |    |                      |                      |                      |  |    |           |           |           |
|  | O5                | Phoenix       | 3             |   |             |                            |                            |                            |  | O1 | LA Lakers*           | 4                    |                      |  |    |           |           |           |
|  | Conferencia Este  |               |               |   |             |                            |                            |                            |  | O1 | LA Lakers*           | 4                    |                      |  |    |           |           |           |
|  |                   | O3            | Portland      | 3 |             |                            |                            |                            |  |    |                      |                      |                      |  |    |           |           |           |
|  | O3                | O3            | Portland      | 3 | Portland    | 3                          |                            |                            |  |    |                      |                      |                      |  |    |           |           |           |
|  | O3                |               |               |   | Portland    | 3                          |                            |                            |  |    |                      |                      |                      |  |    |           |           |           |
|  | O6                | Minnesota     | 1             |   |             |                            |                            |                            |  |    |                      |                      |                      |  |    |           |           |           |
|  | O6                | Minnesota     | 1             |   | O3          | Portland                   | 4                          |                            |  |    |                      |                      |                      |  |    |           |           |           |
|  |                   |               |               |   | O3          | Portland                   | 4                          |                            |  |    |                      |                      |                      |  |    |           |           |           |
|  |                   | O2            | Utah*         | 1 |             |                            |                            |                            |  |    |                      |                      |                      |  |    |           |           |           |
|  | O2                | O2            | Utah*         | 1 | Utah*       | 3                          |                            |                            |  |    |                      |                      |                      |  |    |           |           |           |
|  | O2                |               |               |   | Utah*       | 3                          |                            |                            |  |    |                      |                      |                      |  |    |           |           |           |
|  | O7                | Seattle       | 2             |   |             |                            |                            |                            |  |    |                      |                      |                      |  |    |           |           |           |

## Estadísticas
| Categoría                    | Jugador          | Equipo             | Estadísticas |
| ---------------------------- | ---------------- | ------------------ | ------------ |
| Puntos por partido           | Shaquille O'Neal | Los Angeles Lakers | 29.7         |
| Rebotes por partido          | Dikembe Mutombo  | Atlanta Hawks      | 14.1         |
| Asistencias por partido      | Jason Kidd       | Phoenix Suns       | 10.1         |
| Robos por partido            | Eddie Jones      | Charlotte Hornets  | 2.7          |
| Tapones por partido          | Alonzo Mourning  | Miami Heat         | 3.7          |
| Porcentaje de tiros de campo | Shaquille O'Neal | Los Angeles Lakers | 57.4         |
| Porcentaje de tiros libres   | Jeff Hornacek    | Utah Jazz          | 95.0         |
| Porcentaje de tiros de tres  | Hubert Davis     | Dallas Mavericks   | 49.1         |

## Premios
- MVP de la Temporada
  -  Shaquille O'Neal (Los Angeles Lakers)
- Rookie del Año
  -  Elton Brand (Chicago Bulls)
  -  Steve Francis (Houston Rockets)
- Mejor Defensor
  -  Alonzo Mourning (Miami Heat)
- Mejor Sexto Hombre
  -  Rodney Rogers (Phoenix Suns)
- Jugador Más Mejorado
  -  Jalen Rose (Indiana Pacers)
- Entrenador del Año
  -  Doc Rivers (Orlando Magic)

| - Primer Quinteto de la Temporada - A - Tim Duncan, San Antonio Spurs - A - Kevin Garnett, Minnesota Timberwolves - P - Shaquille O'Neal, Los Angeles Lakers - B - Gary Payton, Seattle Supersonics - B - Jason Kidd, Phoenix Suns | - Segundo Quinteto de la Temporada - A - Karl Malone, Utah Jazz - A - Grant Hill, Detroit Pistons - P - Alonzo Mourning, Miami Heat - B - Allen Iverson, Philadelphia 76ers - B - Kobe Bryant, Los Angeles Lakers | - Tercer Quinteto de la Temporada - A - Chris Webber, Sacramento Kings - A - Vince Carter, Toronto Raptors - P - David Robinson, San Antonio Spurs - B - Eddie Jones, Charlotte Hornets - B - Stephon Marbury, New Jersey Nets |

| - Primer Quinteto Defensivo - Tim Duncan, San Antonio Spurs - Kevin Garnett, Minnesota Timberwolves - Alonzo Mourning, Miami Heat - Gary Payton, Seattle Supersonics - Kobe Bryant, Los Angeles Lakers | - Segundo Quinteto Defensivo - Scottie Pippen, Portland Trail Blazers - Clifford Robinson, Phoenix Suns - Shaquille O'Neal, Los Angeles Lakers - Eddie Jones, Charlotte Hornets - Jason Kidd, Phoenix Suns |

| - Mejor Quinteto de Rookies - Elton Brand, Chicago Bulls - Steve Francis, Houston Rockets - Lamar Odom, Los Angeles Clippers - Wally Szczerbiak, Minnesota Timberwolves - Andre Miller, Cleveland Cavaliers | - Segundo Mejor Quinteto de Rookies - Shawn Marion, Phoenix Suns - Ron Artest, Chicago Bulls - James Posey, Denver Nuggets - Jason Terry, Atlanta Hawks - Chucky Atkins, Orlando Magic |